# Coppa del Mondo di biathlon 2015
La Coppa del Mondo di biathlon 2015 fu la trentottesima edizione della manifestazione organizzata dall'Unione Internazionale Biathlon; iniziò il 30 novembre 2014 a Östersund, in Svezia, e si concluse il 22 marzo 2015 a Chanty-Mansijsk, in Russia. Nel corso della stagione si tennero a Kontiolahti i Campionati mondiali di biathlon 2015, validi anche ai fini della Coppa del Mondo, il cui calendario non contemplò dunque interruzioni.
In campo maschile furono disputate tutte le 31 gare in programma (25 individuali, 6 a squadre), in 10 diverse località. Il francese Martin Fourcade si aggiudicò sia la coppa di cristallo generale, sia quelle di sprint e di inseguimento; il russo Anton Šipulin vinse la Coppa di partenza in linea e l'ucraino Serhij Semenov quella di individuale. Fourcade era il detentore uscente della Coppa generale.
In campo femminile furono disputate tutte le 31 gare in programma (25 individuali, 6 a squadre), in 10 diverse località. La bielorussa Dar″ja Domračava si aggiudicò sia la coppa di cristallo generale, sia quella di sprint; la finlandese Kaisa Mäkäräinen vinse la Coppa di inseguimento e quella di individuale e la tedesca Franziska Preuß quella di partenza in linea. La Mäkäräinen era la detentrice uscente della Coppa generale.
Le staffette miste furono quattro, disputate in tre diverse località.

## Uomini

### Risultati
| 3 dicembre 2014                      | Östersund            | Svezia    | IN | Emil Hegle Svendsen                                                                       | Serhij Semenov                                                                             | Michal Šlesingr                                                                      |
| 6 dicembre 2014                      | Östersund            | Svezia    | SP | Martin Fourcade                                                                           | Ondřej Moravec                                                                             | Jakov Fak                                                                            |
| 7 dicembre 2014                      | Östersund            | Svezia    | PU | Martin Fourcade                                                                           | Anton Šipulin                                                                              | Emil Hegle Svendsen                                                                  |
| 12 dicembre 2014                     | Hochfilzen           | Austria   | SP | Johannes Thingnes Bø                                                                      | Simon Schempp                                                                              | Andreas Birnbacher                                                                   |
| 13 dicembre 2014                     | Hochfilzen           | Austria   | RL | Russia Maksim Cvetkov Timofej Lapšin Dmitrij Malyško Anton Šipulin                        | Francia Simon Fourcade Jean-Guillaume Béatrix Simon Desthieux Martin Fourcade              | Norvegia Johannes Thingnes Bø Emil Hegle Svendsen Lars Helge Birkeland Tarjei Bø     |
| 14 dicembre 2014                     | Hochfilzen           | Austria   | PU | Martin Fourcade                                                                           | Simon Schempp                                                                              | Jakov Fak                                                                            |
| 19 dicembre 2014                     | Pokljuka             | Slovenia  | SP | Anton Šipulin                                                                             | Dominik Landertinger                                                                       | Emil Hegle Svendsen                                                                  |
| 20 dicembre 2014                     | Pokljuka             | Slovenia  | PU | Emil Hegle Svendsen                                                                       | Anton Šipulin                                                                              | Martin Fourcade                                                                      |
| 21 dicembre 2014                     | Pokljuka             | Slovenia  | MS | Anton Šipulin                                                                             | Martin Fourcade                                                                            | Simon Eder                                                                           |
| 8 gennaio 2015                       | Oberhof              | Germania  | RL | Russia Evgenij Garaničev Timofej Lapšin Dmitrij Malyško Anton Šipulin                     | Norvegia Vetle Sjåstad Christiansen Alexander Os Johannes Thingnes Bø Ole Einar Bjørndalen | Francia Simon Fourcade Jean-Guillaume Béatrix Simon Desthieux Quentin Fillon Maillet |
| 10 gennaio 2015                      | Oberhof              | Germania  | SP | Martin Fourcade                                                                           | Ole Einar Bjørndalen                                                                       | Timofej Lapšin                                                                       |
| 11 gennaio 2015                      | Oberhof              | Germania  | MS | Martin Fourcade                                                                           | Anton Šipulin                                                                              | Dmitrij Malyško                                                                      |
| 15 gennaio 2015                      | Ruhpolding           | Germania  | RL | Norvegia Ole Einar Bjørndalen Erlend Bjøntegaard Johannes Thingnes Bø Emil Hegle Svendsen | Germania Erik Lesser Andreas Birnbacher Arnd Peiffer Simon Schempp                         | Russia Evgenij Garaničev Timofej Lapšin Aleksej Volkov Anton Šipulin                 |
| 17 gennaio 2015                      | Ruhpolding           | Germania  | SP | Johannes Thingnes Bø                                                                      | Simon Schempp                                                                              | Arnd Peiffer                                                                         |
| 18 gennaio 2015                      | Ruhpolding           | Germania  | MS | Simon Schempp                                                                             | Quentin Fillon Maillet                                                                     | Michal Šlesingr                                                                      |
| 22 gennaio 2015                      | Anterselva           | Italia    | SP | Simon Schempp                                                                             | Evgenij Garaničev                                                                          | Jakov Fak                                                                            |
| 24 gennaio 2015                      | Anterselva           | Italia    | PU | Simon Schempp                                                                             | Simon Eder                                                                                 | Evgenij Garaničev                                                                    |
| 25 gennaio 2015                      | Anterselva           | Italia    | RL | Norvegia Ole Einar Bjørndalen Tarjei Bø Johannes Thingnes Bø Emil Hegle Svendsen          | Germania Erik Lesser Daniel Böhm Arnd Peiffer Simon Schempp                                | Francia Simon Fourcade Quentin Fillon Maillet Simon Desthieux Jean-Guillaume Béatrix |
| 7 febbraio 2015                      | Nové Město na Moravě | Rep. Ceca | SP | Jakov Fak                                                                                 | Simon Schempp                                                                              | Jean-Guillaume Béatrix                                                               |
| 8 febbraio 2015                      | Nové Město na Moravě | Rep. Ceca | PU | Jakov Fak                                                                                 | Simon Schempp                                                                              | Martin Fourcade                                                                      |
| 12 febbraio 2015                     | Oslo Holmenkollen    | Norvegia  | IN | Martin Fourcade                                                                           | Evgenij Garaničev                                                                          | Serhij Semenov                                                                       |
| 14 febbraio 2015                     | Oslo Holmenkollen    | Norvegia  | SP | Arnd Peiffer                                                                              | Martin Fourcade                                                                            | Anton Šipulin                                                                        |
| 15 febbraio 2015                     | Oslo Holmenkollen    | Norvegia  | RL | Russia Evgenij Garaničev Maksim Cvetkov Dmitrij Malyško Anton Šipulin                     | Germania Erik Lesser Andreas Birnbacher Arnd Peiffer Simon Schempp                         | Austria Daniel Mesotitsch Simon Eder Sven Grossegger Dominik Landertinger            |
| Campionati mondiali di biathlon 2015 |                      |           |    |                                                                                           |                                                                                            |                                                                                      |
| 7 marzo 2015                         | Kontiolahti          | Finlandia | SP | Johannes Thingnes Bø                                                                      | Nathan Smith                                                                               | Tarjei Bø                                                                            |
| 8 marzo 2015                         | Kontiolahti          | Finlandia | PU | Erik Lesser                                                                               | Anton Šipulin                                                                              | Tarjei Bø                                                                            |
| 12 marzo 2015                        | Kontiolahti          | Finlandia | IN | Martin Fourcade                                                                           | Emil Hegle Svendsen                                                                        | Ondřej Moravec                                                                       |
| 14 marzo 2015                        | Kontiolahti          | Finlandia | RL | Germania Erik Lesser Daniel Böhm Arnd Peiffer Simon Schempp                               | Norvegia Ole Einar Bjørndalen Tarjei Bø Johannes Thingnes Bø Emil Hegle Svendsen           | Francia Simon Fourcade Jean-Guillaume Béatrix Quentin Fillon Maillet Martin Fourcade |
| 15 marzo 2015                        | Kontiolahti          | Finlandia | MS | Jakov Fak                                                                                 | Ondřej Moravec                                                                             | Tarjei Bø                                                                            |
| 19 marzo 2015                        | Chanty-Mansijsk      | Russia    | SP | Martin Fourcade                                                                           | Anton Šipulin                                                                              | Benedikt Doll                                                                        |
| 21 marzo 2015                        | Chanty-Mansijsk      | Russia    | PU | Nathan Smith                                                                              | Benedikt Doll                                                                              | Anton Šipulin                                                                        |
| 22 marzo 2015                        | Chanty-Mansijsk      | Russia    | MS | Jakov Fak                                                                                 | Anton Šipulin                                                                              | Tarjei Bø                                                                            |

Legenda:

IN = individuale (20 km)

SP = sprint (10 km)

PU = inseguimento (12,5 km)

MS = partenza in linea (15 km)

RL = staffetta (4x7,5 km)

### Classifiche

#### Generale
| Pos. | Nome                 | Nazione   | Punti |
| ---- | -------------------- | --------- | ----- |
| 1    | Martin Fourcade      | Francia   | 1042  |
| 2    | Anton Šipulin        | Russia    | 978   |
| 3    | Jakov Fak            | Slovenia  | 883   |
| 4    | Simon Schempp        | Germania  | 792   |
| 5    | Johannes Thingnes Bø | Norvegia  | 728   |
| 6    | Ondřej Moravec       | Rep. Ceca | 655   |
| 7    | Evgenij Garaničev    | Russia    | 635   |
| 8    | Michal Šlesingr      | Rep. Ceca | 630   |
| 9    | Emil Hegle Svendsen  | Norvegia  | 613   |
| 10   | Erik Lesser          | Germania  | 606   |

#### Sprint
| Pos. | Nome                 | Nazione  | Punti |
| ---- | -------------------- | -------- | ----- |
| 1    | Martin Fourcade      | Francia  | 416   |
| 2    | Anton Šipulin        | Russia   | 370   |
| 3    | Simon Schempp        | Germania | 354   |
| 4    | Jakov Fak            | Slovenia | 337   |
| 5    | Johannes Thingnes Bø | Norvegia | 330   |

#### Inseguimento
| Pos. | Nome            | Nazione  | Punti |
| ---- | --------------- | -------- | ----- |
| 1    | Martin Fourcade | Francia  | 335   |
| 2    | Anton Šipulin   | Russia   | 305   |
| 3    | Jakov Fak       | Slovenia | 282   |
| 4    | Simon Schempp   | Germania | 228   |
| 5    | Erik Lesser     | Germania | 207   |

#### Partenza in linea
| Pos. | Nome            | Nazione   | Punti |
| ---- | --------------- | --------- | ----- |
| 1    | Anton Šipulin   | Russia    | 242   |
| 2    | Jakov Fak       | Slovenia  | 204   |
| 3    | Martin Fourcade | Francia   | 186   |
| 4    | Simon Eder      | Austria   | 174   |
| 5    | Ondřej Moravec  | Rep. Ceca | 167   |

#### Individuale
| Pos. | Nome                 | Nazione   | Punti |
| ---- | -------------------- | --------- | ----- |
| 1    | Serhij Semenov       | Ucraina   | 142   |
| 2    | Martin Fourcade      | Francia   | 120   |
| 3    | Emil Hegle Svendsen  | Norvegia  | 114   |
| 4    | Michal Šlesingr      | Rep. Ceca | 109   |
| 5    | Johannes Thingnes Bø | Norvegia  | 108   |

#### Staffetta
| Pos. | Nazione  | Punti |
| ---- | -------- | ----- |
| 1    | Russia   | 311   |
| 2    | Norvegia | 308   |
| 3    | Germania | 305   |
| 4    | Francia  | 279   |
| 5    | Austria  | 242   |

#### Nazioni
| Pos. | Nazione   | Punti  |
| ---- | --------- | ------ |
| 1    | Norvegia  | 8096,5 |
| 3    | Germania  | 8001,5 |
| 3    | Francia   | 7812,5 |
| 4    | Russia    | 7800   |
| 5    | Rep. Ceca | 6755,5 |

## Donne

### Risultati
| 4 dicembre 2014                      | Östersund            | Svezia    | IN | Dar″ja Domračava                                                             | Kaisa Mäkäräinen                                                                     | Valentyna Semerenko                                                                  |
| 6 dicembre 2014                      | Östersund            | Svezia    | SP | Tiril Eckhoff                                                                | Veronika Vítková                                                                     | Kaisa Mäkäräinen                                                                     |
| 7 dicembre 2014                      | Östersund            | Svezia    | PU | Kaisa Mäkäräinen                                                             | Valentyna Semerenko                                                                  | Dorothea Wierer                                                                      |
| 12 dicembre 2014                     | Hochfilzen           | Austria   | SP | Kaisa Mäkäräinen                                                             | Karin Oberhofer                                                                      | Tiril Eckhoff                                                                        |
| 13 dicembre 2014                     | Hochfilzen           | Austria   | RL | Germania Luise Kummer Franziska Hildebrand Vanessa Hinz Franziska Preuß      | Bielorussia Nadzeja Skardzina Nastassja Dubarėzava Nadzeja Pisarava Dar″ja Domračava | Rep. Ceca Eva Puskarčíková Gabriela Soukalová Jitka Landová Veronika Vítková         |
| 14 dicembre 2014                     | Hochfilzen           | Austria   | PU | Kaisa Mäkäräinen                                                             | Ekaterina Glazyrina                                                                  | Anaïs Bescond                                                                        |
| 18 dicembre 2014                     | Pokljuka             | Slovenia  | SP | Gabriela Soukalová                                                           | Dorothea Wierer                                                                      | Valentyna Semerenko                                                                  |
| 20 dicembre 2014                     | Pokljuka             | Slovenia  | PU | Dar″ja Domračava                                                             | Kaisa Mäkäräinen                                                                     | Valentyna Semerenko                                                                  |
| 21 dicembre 2014                     | Pokljuka             | Slovenia  | MS | Kaisa Mäkäräinen                                                             | Anaïs Bescond                                                                        | Nadzeja Skardzina                                                                    |
| 7 gennaio 2015                       | Oberhof              | Germania  | RL | Rep. Ceca Eva Puskarčíková Gabriela Soukalová Jitka Landová Veronika Vítková | Francia Marine Bolliet Marie Dorin Justine Braisaz Anaïs Bescond                     | Bielorussia Nadzeja Skardzina Nastassja Dubarėzava Nadzeja Pisarava Dar″ja Domračava |
| 9 gennaio 2015                       | Oberhof              | Germania  | SP | Veronika Vítková                                                             | Dorothea Wierer                                                                      | Nicole Gontier                                                                       |
| 11 gennaio 2015                      | Oberhof              | Germania  | MS | Dar″ja Domračava                                                             | Veronika Vítková                                                                     | Tiril Eckhoff                                                                        |
| 14 gennaio 2015                      | Ruhpolding           | Germania  | RL | Rep. Ceca Eva Puskarčíková Gabriela Soukalová Jitka Landová Veronika Vítková | Bielorussia Nadzeja Skardzina Iryna Kryŭko Nadzeja Pisarava Dar″ja Domračava         | Germania Franziska Preuß Franziska Hildebrand Vanessa Hinz Laura Dahlmeier           |
| 16 gennaio 2015                      | Ruhpolding           | Germania  | SP | Fanny Horn                                                                   | Dar″ja Domračava                                                                     | Tiril Eckhoff                                                                        |
| 18 gennaio 2015                      | Ruhpolding           | Germania  | MS | Dar″ja Domračava                                                             | Franziska Preuß                                                                      | Veronika Vítková                                                                     |
| 23 gennaio 2015                      | Anterselva           | Italia    | SP | Dar″ja Domračava                                                             | Kaisa Mäkäräinen                                                                     | Laura Dahlmeier                                                                      |
| 24 gennaio 2015                      | Anterselva           | Italia    | PU | Dar″ja Domračava                                                             | Dar'ja Virolajnen                                                                    | Kaisa Mäkäräinen                                                                     |
| 25 gennaio 2015                      | Anterselva           | Italia    | RL | Germania Franziska Hildebrand Franziska Preuß Luise Kummer Laura Dahlmeier   | Rep. Ceca Eva Puskarčíková Gabriela Soukalová Jitka Landová Veronika Vítková         | Ucraina Julija Džyma Natal'ja Burdyga Ol'ga Abramova Valentyna Semerenko             |
| 7 febbraio 2015                      | Nové Město na Moravě | Rep. Ceca | SP | Laura Dahlmeier                                                              | Franziska Hildebrand                                                                 | Veronika Vítková                                                                     |
| 8 febbraio 2015                      | Nové Město na Moravě | Rep. Ceca | PU | Dar″ja Domračava                                                             | Kaisa Mäkäräinen                                                                     | Laura Dahlmeier                                                                      |
| 12 febbraio 2015                     | Oslo Holmenkollen    | Norvegia  | IN | Kaisa Mäkäräinen                                                             | Dar″ja Domračava                                                                     | Veronika Vítková                                                                     |
| 14 febbraio 2015                     | Oslo Holmenkollen    | Norvegia  | SP | Dar″ja Domračava                                                             | Laura Dahlmeier                                                                      | Marie Dorin                                                                          |
| 15 febbraio 2015                     | Oslo Holmenkollen    | Norvegia  | RL | Rep. Ceca Eva Puskarčíková Gabriela Soukalová Jitka Landová Veronika Vítková | Italia Dorothea Wierer Nicole Gontier Federica Sanfilippo Karin Oberhofer            | Francia Anaïs Bescond Enora Latuillière Coline Varcin Marie Dorin                    |
| Campionati mondiali di biathlon 2015 |                      |           |    |                                                                              |                                                                                      |                                                                                      |
| 7 marzo 2015                         | Kontiolahti          | Finlandia | SP | Marie Dorin                                                                  | Weronika Nowakowska                                                                  | Valentyna Semerenko                                                                  |
| 8 marzo 2015                         | Kontiolahti          | Finlandia | PU | Marie Dorin                                                                  | Laura Dahlmeier                                                                      | Weronika Nowakowska                                                                  |
| 11 marzo 2015                        | Kontiolahti          | Finlandia | IN | Ekaterina Jurlova                                                            | Gabriela Soukalová                                                                   | Kaisa Mäkäräinen                                                                     |
| 13 marzo 2015                        | Kontiolahti          | Finlandia | RL | Germania Franziska Hildebrand Franziska Preuß Vanessa Hinz Laura Dahlmeier   | Francia Anaïs Bescond Enora Latuillière Justine Braisaz Marie Dorin                  | Italia Lisa Vittozzi Karin Oberhofer Nicole Gontier Dorothea Wierer                  |
| 15 marzo 2015                        | Kontiolahti          | Finlandia | MS | Valentyna Semerenko                                                          | Franziska Preuß                                                                      | Karin Oberhofer                                                                      |
| 20 marzo 2015                        | Chanty-Mansijsk      | Russia    | SP | Kaisa Mäkäräinen                                                             | Laura Dahlmeier                                                                      | Dar″ja Domračava                                                                     |
| 21 marzo 2015                        | Chanty-Mansijsk      | Russia    | PU | Dar″ja Domračava                                                             | Laura Dahlmeier                                                                      | Franziska Preuß                                                                      |
| 22 marzo 2015                        | Chanty-Mansijsk      | Russia    | MS | Laura Dahlmeier                                                              | Gabriela Soukalová                                                                   | Marie Dorin                                                                          |

Legenda:

IN = individuale (15 km)

SP = sprint (7,5 km)

PU = inseguimento (10 km)

MS = partenza in linea (12,5 km)

RL = staffetta (4x6 km)

### Classifiche

#### Generale
| Pos. | Nome                 | Nazione     | Punti |
| ---- | -------------------- | ----------- | ----- |
| 1    | Dar″ja Domračava     | Bielorussia | 1092  |
| 2    | Kaisa Mäkäräinen     | Finlandia   | 1044  |
| 3    | Valentyna Semerenko  | Ucraina     | 865   |
| 4    | Veronika Vítková     | Rep. Ceca   | 793   |
| 5    | Franziska Hildebrand | Germania    | 757   |
| 6    | Gabriela Soukalová   | Rep. Ceca   | 752   |
| 7    | Dorothea Wierer      | Italia      | 745   |
| 8    | Laura Dahlmeier      | Germania    | 725   |
| 9    | Franziska Preuß      | Germania    | 651   |
| 10   | Karin Oberhofer      | Italia      | 643   |

#### Sprint
| Pos. | Nome                | Nazione     | Punti |
| ---- | ------------------- | ----------- | ----- |
| 1    | Dar″ja Domračava    | Bielorussia | 416   |
| 2    | Kaisa Mäkäräinen    | Finlandia   | 364   |
| 3    | Veronika Vítková    | Rep. Ceca   | 347   |
| 4    | Dorothea Wierer     | Italia      | 333   |
| 5    | Valentyna Semerenko | Ucraina     | 328   |

#### Inseguimento
| Pos. | Nome                | Nazione     | Punti |
| ---- | ------------------- | ----------- | ----- |
| 1    | Kaisa Mäkäräinen    | Finlandia   | 348   |
| 2    | Dar″ja Domračava    | Bielorussia | 347   |
| 3    | Valentyna Semerenko | Ucraina     | 255   |
| 4    | Laura Dahlmeier     | Germania    | 224   |
| 5    | Dorothea Wierer     | Italia      | 214   |

#### Partenza in linea
| Pos. | Nome                | Nazione     | Punti |
| ---- | ------------------- | ----------- | ----- |
| 1    | Franziska Preuß     | Germania    | 218   |
| 2    | Valentyna Semerenko | Ucraina     | 210   |
| 3    | Dar″ja Domračava    | Bielorussia | 206   |
| 4    | Gabriela Soukalová  | Rep. Ceca   | 200   |
| 5    | Kaisa Mäkäräinen    | Finlandia   | 193   |

#### Individuale
| Pos. | Nome                 | Nazione     | Punti |
| ---- | -------------------- | ----------- | ----- |
| 1    | Kaisa Mäkäräinen     | Finlandia   | 162   |
| 2    | Dar″ja Domračava     | Bielorussia | 139   |
| 3    | Veronika Vítková     | Rep. Ceca   | 122   |
| 4    | Franziska Hildebrand | Germania    | 103   |
| 5    | Nadzeja Skardzina    | Bielorussia | 89    |

#### Staffetta
| Pos. | Nazione     | Punti |
| ---- | ----------- | ----- |
| 1    | Rep. Ceca   | 316   |
| 2    | Germania    | 302   |
| 3    | Francia     | 266   |
| 4    | Bielorussia | 262   |
| 5    | Italia      | 253   |

#### Nazioni
| Pos. | Nazione     | Punti  |
| ---- | ----------- | ------ |
| 1    | Germania    | 7853,5 |
| 2    | Rep. Ceca   | 7646,5 |
| 3    | Francia     | 7400,5 |
| 4    | Bielorussia | 7266,5 |
| 5    | Ucraina     | 7074   |

## Misto

### Risultati
| 30 novembre 2014                     | Östersund            | Svezia    | MX  | Francia Anaïs Bescond Anaïs Chevalier Simon Fourcade Martin Fourcade         | Norvegia Synnøve Solemdal Tiril Eckhoff Vetle Sjåstad Christiansen Lars Helge Birkeland | Germania Franziska Hildebrand Franziska Preuß Arnd Peiffer Simon Schempp    |
| 6 febbraio 2015                      | Nové Město na Moravě | Rep. Ceca | SMX | Russia Jana Romanova Aleksej Volkov                                          | Norvegia Marte Olsbu Henrik L'Abée-Lund                                                 | Ucraina Julija Džyma Artem Tyščenko                                         |
| 6 febbraio 2015                      | Nové Město na Moravě | Rep. Ceca | MX  | Norvegia Fanny Horn Tiril Eckhoff Johannes Thingnes Bø Tarjei Bø             | Rep. Ceca Veronika Vítková Gabriela Soukalová Michal Šlesingr Ondřej Moravec            | Ucraina Iryna Varvynec' Valentyna Semerenko Dmytro Pidručnyj Serhij Semenov |
| Campionati mondiali di biathlon 2015 |                      |           |     |                                                                              |                                                                                         |                                                                             |
| 5 marzo 2015                         | Kontiolahti          | Finlandia | MX  | Rep. Ceca Veronika Vítková Gabriela Soukalová Michal Šlesingr Ondřej Moravec | Francia Anaïs Bescond Marie Dorin Jean-Guillaume Béatrix Martin Fourcade                | Norvegia Fanny Horn Tiril Eckhoff Johannes Thingnes Bø Tarjei Bø            |

Legenda:

MX = staffetta mista 2x6 km + 2x7,5 km 

SMX = staffetta mista individuale

### Classifiche
| Pos. | Nazione   | Punti |
| ---- | --------- | ----- |
| 1    | Norvegia  | 216   |
| 2    | Francia   | 194   |
| 3    | Rep. Ceca | 174   |
| 4    | Ucraina   | 169   |
| 5    | Germania  | 167   |